# Liste der Bodendenkmäler im Koppenwinder Forst
Auf dieser Seite sind die Bodendenkmäler in dem oberfränkischen gemeindefreien Gebiet Koppenwinder Forst zusammengestellt. Diese Tabelle ist eine Teilliste der Liste der Bodendenkmäler in Bayern. Grundlage ist die Bayerische Denkmalliste, die auf Basis des Bayerischen Denkmalschutzgesetzes vom 1. Oktober 1973 erstmals erstellt wurde und seither durch das Bayerische Landesamt für Denkmalpflege geführt wird. Die folgenden Angaben ersetzen nicht die rechtsverbindliche Auskunft der Denkmalschutzbehörde.

| Lage                          | Objekt                                                        | Akten-Nr.     | Bild |
| ----------------------------- | ------------------------------------------------------------- | ------------- | ---- |
| Koppenwinder Forst (Standort) | Wüst gefallene Siedlung (Birkenrode) des späten Mittelalters. | D-4-6129-0015 |      |